# Juaye-Mondaye
Juaye-Mondaye é uma comuna francesa na região administrativa da Normandia, no departamento Calvados. Estende-se por uma área de 16,21 km². Em 2010 a comuna tinha 687 habitantes (densidade: 42,4 hab./km²).